# Мальтузианская модель роста
Мальтузианская модель роста (англ. Malthusian growth model), также называемая моделью Мальтуса — это экспоненциальный рост с постоянным темпом. Модель названа в честь английского демографа и экономиста Томаса Мальтуса. Его перу принадлежит сочинение «Опыт закона о народонаселении» (1798), ставшее одним из первых влиятельных трудов о народонаселении.
Мальтузианские модели выглядят следующим образом:
{\displaystyle P(t)=P_{0}e^{rt}}
где
- P0 = P(0) — исходная численность населения,
- r — темп прироста населения («мальтузианский параметр»),
- t — время.

Иначе модель называют простой экспоненциальной (англ. simple exponential), экспоненциальным законом (англ. exponential law) , или мальтузианским законом (англ. Malthusian law). Он широко используется в популяционной экологии как первый принцип популяционной динамики. Мальтус писал, что для всех форм жизни, располагающих избытком ресурсов, характерен экспоненциальный рост популяции. Тем не менее, в какой-то момент ресурсов начинает недоставать, и рост замедляется.
Модель роста населения в условиях ограниченности ресурсов построил Пьер Франсуа Ферхюльст (1838), вдохновившийся теорией Мальтуса. Соответствующий математический объект был назван логистической функцией.